# Torre di via Cristoforo Colombo
La Tour de le rue Christophe Colomb (en italien : Torre di via Cristoforo Colombo), est une tour située dans la commune de Castiglione della Pescaia de la province de Grosseto en Toscane.

## Histoire
Construite le long du circuit des anciennes murailles de Castiglione della Pescaia datant du Xe siècle construites par les Pisans, la tour de guet  protégeait le côté du village tourné vers la mer. Une partie de son apparence lui a été donnée par une reconstruction probable qui a eu lieu dans la première moitié du XIIe siècle.
L'abandon progressif ultérieur de l'ancienne colonie au profit du village surélevé a entraîné un déclin lent et inexorable de la structure turriforme, qui s'est cependant bien conservée au cours des siècles, contrairement aux anciennes murailles érigées par les Pisans dans la partie inférieure.
Au XXe siècle, la tour s'adossa à d'autres bâtiments érigés lors de l'expansion urbaine.

## Description
La tour, avec la Torre Lilli et les vestiges d'un autre bâtiment en forme de tour de la via delle Vacche, est l'une des tours défensives survivantes des murailles pisanes. Elle a un plan carré, avec une base pentue dans l'angle qui n'est pas resté adossé aux bâtiments du XXe siècle. Le bâtiment turriforme est facilement reconnaissable par les structures murales extérieures entièrement recouvertes de pierre.
La tour s'étale sur trois niveaux contigus et se divise en différents logements à la suite du changement d'usage intervenu à l'époque moderne. Bien que son apparence d'origine ait été partiellement modifiée compte tenu des diverses fonctions auxquelles elle était destinée, la tour est clairement visible du côté du canal grâce aux éléments stylistiques indubitables qui la distinguent.